# MADAYADE
- MADAYADE (Nghĩa là Not Yet theo Kansai-Dialect) là Single thứ mười tám của nhóm Berryz Koubou thuộc Hello! Project. Nó được phát hành vào ngày 5, tháng 11, năm 2008 với nhãn hiệu PICCOLO TOWN bằng 2 phiên bản. Phiên bản chính có số Catalog PKCP-5129 và phiên bản Limited (với Bonus DVD) có số Catalog PKCP-5127~8.
- Một DVD Single V của bài hát sẽ được phát hành vào ngày 19, tháng 11, năm 2008 với cùng nhãn hiệu và số Catalog PKBP-5103.

## Credit
- Sáng tác lời: Tsunku
- Dàn dựng: Hirata Shouichirou

## Danh sách bài hát trên CD thường
1. MADAYADE
2. フラれパターン (Romanji: Furare Pattern)
3. MADAYADE (Instrumental) (MADAYADE (Bản nhạc khí))

### Danh sách bài hát trên DVD có hạn
1. ジャケット撮影メイキング (Quá trình dàn dựng Jacket Photography)

## Danh sách bài hát trên Single V
1. MADAYADE
2. MADAYADE (Dance Shot Ver.) (MADAYADE (Bản vũ đạo))
3. メイキング映像 (Quá trình dàn dựng)

## Bảng xếp hạng và doanh thu trênOricon
| T. Hai | T. Ba | T. Tư | T. Năm | T. Sáu | T. Bảy | C. Nhật | Xếp hạng trong tuần | Lợi nhuận hàng tuần |
| ------ | ----- | ----- | ------ | ------ | ------ | ------- | ------------------- | ------------------- |
| -      | 3     | 8     | 8      | 11     | 16     | 13      | 6                   | 22.861              |
| 11     |       |       |        |        |        |         |                     |                     |

- Tổng doanh thu: 22.861*

## Linh ta linh tinh
- Cảnh vũ đạo được lấy theo Soran Bushi, một trong những bài hát khá nổi tiếng tại Nhật Bản.

## Liên kết khác
- Danh mục bài hát của Berryz Koubou từ UP-FRONT WORKS: CD Lưu trữ ngày 13 tháng 9 năm 2012 tại Wayback Machine, DVD Lưu trữ ngày 18 tháng 2 năm 2009 tại Wayback Machine
- Lời bài hát từ trang projecthello.com: Kokuhaku no Funsui Hiroba
- Trang đặc biệt của MADAYADE Lưu trữ ngày 8 tháng 11 năm 2008 tại Wayback Machine
- Barks.jp Article